# 光明駅 (江原道)
光明駅（クァンミョンえき、광명역）は、朝鮮民主主義人民共和国（北朝鮮）江原道高山郡に位置する朝鮮民主主義人民共和国鉄道省江原線の駅である。

## 歴史
- 1913年8月21日：釈王寺駅として開業[1]。
- 日時不明：光明駅に改称。